# فوسانه
فوسانه (به عربی: فوسانة) یک منطقهٔ مسکونی در تونس است که در استان قصرین واقع شده‌است. فوسانه ۹۴۲٫۴ کیلومتر مربع مساحت و ۴۱٬۴۴۷ نفر جمعیت دارد.